# Rundata
Il database nordico delle iscrizioni runiche (svedese: Samnordisk runtextdatabas) è un progetto partito il 1º gennaio 1993 presso l'Università di Uppsala, nell'omonima città della Svezia. L'obbiettivo del progetto è la catalogazione delle iscrizioni runiche in formato leggibile ai computer, in modo da metterle a disposizione di future ricerche. Nell'edizione corrente, pubblicata il 18 settembre 2004, sono inserite oltre 6000 iscrizioni.
Il database del progetto è disponibile gratuitamente via Internet assieme a un client per Microsoft Windows chiamato Rundata, o, per gli altri sistemi operativi, in formato testuale ASCII.

## Formato degli elementi
Ogni elemento comprende, tra l'altro, il testo originale, il suo formato, il luogo di ritrovamento, la traduzione in inglese e svedese, informazioni sulla pietra stessa. Le pietre vengono identificate con un codice composto da tre parti.
La prima parte indica l'origine dell'iscrizione. Nel caso di iscrizioni svedesi l'informazione è composta da un codice per la provincia e, per le iscrizioni non nordiche, un codice per lo stato (non l'ISO 3166).

### Codifiche
Codice della provincia
- Bo - Bohuslän
- D - Dalarna
- G - Gotland
- Gs - Gästrikland
- Hs - Hälsingland
- J - Jämtland
- Lp - Lappland
- M - Medelpad
- Nä - Närke
- Sm - Småland
- Sö - Södermanland
- U - Uppland
- Vg - Västergötland
- Vr - Värmland
- Vs - Västmanland
- Ög - Östergötland
- Öl - Öland

Codice dello stato
- BR - Arcipelago britannico
- DR - Danimarca
- FR - Isole Fær Øer
- GR - Groenlandia
- IR - Irlanda
- IS - Islanda
- N - Norvegia

La seconda parte del codice è formato da un numero di serie o da un precedente metodo di catalogazione.
Codifica dell'epoca
La terza parte del codice è un carattere che ne indica l'età (Proto-norreno, Era vichinga o Medioevo), e se l'iscrizione è stata persa o ritradotta.
- # - iscrizione persa, in seguito sostituito da †
- $ - nuovamente ritradotta
- M - iscrizione del Medioevo
- U - iscrizione in proto-norreno, solitamente prima dell'800 circa
- [iscrizione dell'era vichinga, se M o U non sono presenti]

Ad esempio, U 88 indicherebbe che la pietra è stata rinvenuta in Uppland, e che è stata catalogata per 88ª. Questo sistema trae origine dal libro Sveriges runinskrifter.

## Datazione delle iscrizioni runiche nel Rundata
Per molto tempo l'informazione sul Periodo/Datazione nel Rundata dava la data come V, significando l'era vichinga, che è molto ampia. Per alcune iscrizioni runiche danesi analizzate da Jacobsen & Moltke, sono stati forniti sottoperiodi più precisi. Gli intervalli usati sono:
- Helnæs-Gørlev—ca. 800 (o 750-ca. 900)
- för-Jelling (pre-Jelling) - ca. 900
- Jelling (Jelling) - X e inizio dell'XI secolo
- efter-Jelling (post-Jelling) - ca. 1000–1050
- kristen efter-Jelling (era cristiana, post-Jelling) - prima metà dell'XI secolo

Molte iscrizioni del Rundata contengono anche un campo chiamato Stilgruppering (raggruppamento stilistico). Questa informazione fa riferimento alle fasce temporali determinate dallo stile degli ornamenti presenti sulla pietra, come proposte da Gräslund:
Le fasce sono:
- RAK—ca. 990-1010
- FP—ca. 1010-1050
- Pr1—ca. 1010-1040
- Pr2—ca. 1020-1050
- Pr3—ca. 1050 - una generazione dopo (en generation framåt)
- Pr4—ca. 1060-1100
- Pr5—ca. 1100-1130

## Fonti originali
I numeri del catalogo fanno riferimento a molti studi e pubblicazioni precedenti. Tra queste, alcune delle più famose sono:
- Sveriges runinskrifter, vari volumi
- Lis Jacobsen, Erik Moltke, Danmarks runeindskrifter, Copenhagen, Ejnar Munksgaards Forlag, 1941-42.

- A-S. Gräslund, Runstenar – om ornamentik och datering, in TOR, vol. 23, 1991,  pp. 113–140.

- A-S. Gräslund, Runstenar – om ornamentik och datering II, in TOR, vol. 24, 1992,  pp. 177–201.

Le altre fonti sono reperibili all'interno del client Rundata premendo il tasto F4.